# La Magdeleine (Francia)
La Magdeleine è un comune francese di 123 abitanti situato nel dipartimento della Charente, nella regione della Nuova Aquitania.
Vi si trova una chiesa risalente alla fine del XII secolo, classificata come monumento storico per ordinanza del 15 febbraio 1974.

## Società

### Evoluzione demografica
Abitanti censiti